# Camponotus vezenyii
Camponotus vezenyii är en myrart som beskrevs av Auguste-Henri Forel 1907. Camponotus vezenyii ingår i släktet hästmyror, och familjen myror. Inga underarter finns listade.